# Reški zaliv
Reški zaliv (hrvaško Riječki zaljev) je najsevernejši del Kvarnerja. 
Reški zaliv je notranji severni del Kvarnerja. Leži med zahodno obalo Istre, severnim delom otoka Cres in zahodnim delom otoka Krk ter primorjem Gorskega kotarja. Točna meja zaliva poteka na notranji strani črte od rta Šip (pri naselju Brseč na vzhodni obali Istre) do rta Jablanac (severni del otoka Cres), nato po obali otoka do rta Grota ter se iz Cresa po morju nadaljuje do rta Glavotok (pri naselju Glavotok) na Krku ter se po obali otoka nadaljuje do Gornje Pušće in se preko otočka Sv. Marko zaključi na rtu Oštro pri Kraljevici. Njegova površina meri 450 km². Zaliv je preko Velikih vrat in Srednjih vrat povezan z odprtim morjem. Globok je do 67 m, višinska razlika med plimo in oseko pa znaša do 0,8 m. Dolžina obale meri 115 km. Na obali Reškega zaliva se je v mestu Reka razvilo največje hrvaško pristanišče. Poleg Reke je na obali Reškega zaliva še več turističnih središč in manjših pristanišč: Volosko, Opatija, Ičići, Ika, Lovran, Medveja, Mošćeniška Draga, Mošćenice, Malinska, Njivice, Omišalj in Kraljevica.
Po zahodni obali Istre tik ob morju poteka državna cesta D66 dolga 90,1 km, ki Volosko preko Mošćenic in Raše povezuje s Puljem.